# Séisme de 2019 dans le Sud-Est de la France
Ne doit pas être confondu avec Séisme de 2019 dans le Sud-Ouest de la France.
Le séisme de 2019 dans le Sud-Est de la France (ou séisme du Teil) est un séisme de magnitude locale (MLv) 5,4 et de  magnitude de moment (MW) 4,9 qui a frappé le centre de la vallée du Rhône et ses alentours le 11 novembre 2019. Son épicentre est situé près de la commune du Teil en Ardèche. Les secousses sont largement ressenties au-delà de la région Auvergne-Rhône-Alpes. Il a eu lieu sur la faille de la Rouvière à l'ouest de la commune du Teil.
Ce séisme est considéré comme un important cas d'étude, malgré sa magnitude modérée, de par ses caractéristiques inhabituelles : une très faible profondeur (entre 1 et 2 km), induisant des ruptures en surface, une magnitude supérieure à ce que l'on pourrait attendre dans cette région de France et un nombre faible de répliques. Il donne lieu à un débat sur la possible influence de l'activité humaine dans le déclenchement de la rupture.

## Caractéristiques du tremblement de terre
Le tremblement de terre s'est produit dans la vallée du Rhône à 11h52 (heure française) le 11 novembre 2019,. Il est localisé à 44.518°N et 4.671°E et il est fortement ressenti dans les environs de Montélimar (Drôme). La secousse n'a duré que quelques secondes. Les témoins ont d'abord cru à une explosion, pensant à tort qu'un incident était survenu dans l'une des deux centrales nucléaires du Tricastin ou de Cruas-Meysse situées à une vingtaine de kilomètres du foyer du séisme.
La surprise vient du fait qu'un séisme de cette importance n'avait pas été ressenti depuis 1873 ni prévue dans cette région où le risque nucléaire et industriel est également élevé,. Il s'agit d'une zone sismique connue par la communauté scientifique mais relativement peu active. « La magnitude de ce séisme apparaît exceptionnelle au regard notamment de la faible sismicité historique dans cette zone », écrit le BRGM dans une note publiée le 14 novembre.
Deux faibles répliques ont été enregistrées près du Teil le 13 novembre à 15h42 (magnitude locale MLv 2,2 et le 23 novembre à 23h14 (MLv 2,8).
Un second séisme d'une magnitude faible (2,3) a été enregistré le 27 novembre 2019 au nord d'Aubenas en Ardèche. Situé à plus de 30 kilomètres du Teil, le phénomène est trop éloigné pour être apparenté à une réplique du séisme du 11 novembre.

## Dommages
Quatre personnes sont blessées (dont une gravement, tombée de son échafaudage à Montélimar),. Les dégâts sont globalement mineurs dans la région. Les plus gros sont notamment localisés dans la ville du Teil, où 825 logements sont endommagés (dont 200 inhabitables) ainsi que les églises du village. Des dégâts matériels ont également été constatés à Viviers, Cruas et Saint-Thomé dans l'Ardèche et à Châteauneuf-du-Rhône et Montélimar dans la Drôme. Les sapeurs-pompiers et la sécurité civile ont déployé 140 hommes et ont mené 4 375 interventions à la suite du séisme.
Le 11 novembre, la préfecture de la Drôme déclare qu'aucun dommage n'a été constaté dans les centrales nucléaires du Tricastin et de Cruas-Meysse. Le lendemain dans la soirée, les réacteurs du site de Cruas-Meysse sont mis à l'arrêt par EDF, l'exploitant, afin de conduire un contrôle approfondi des installations,. Le lendemain, l'Autorité de sûreté nucléaire réitère l'affirmation.

## Causes
Plusieurs équipes scientifiques du Réseau sismologique et géodésique français (Résif) ont été déployées dans la vallée du Rhône dès le 11 novembre, jour-même du séisme, afin d'analyser le tremblement de terre et de suivre son évolution,. L'épicentre du séisme a été rapidement localisé à l'ouest de la commune du Teil (Ardèche), près de Montélimar, grâce à des images satellitaires d’interférométrie radar. L'information a permis d'affirmer que le phénomène est dû à la rupture de la « faille de La Rouvière », du nom d'un hameau du Teil, à proximité de la surface (entre 1 et 3 km de profondeur). La zone de rupture s’étend sur 4 km de longueur, du Teil vers les villages de Saint-Alban et Saint-Thomé situés au sud-ouest. Le sol s'est affaissé d'environ 4 cm au nord de la faille et s'est élevé d'environ 8 cm au sud.
Très vite, l'hypothèse d'un impact de l'activité humaine dans la cause du séisme est envisagée. « L’hypothèse selon laquelle une interaction a pu avoir lieu entre la rupture sismique et une carrière positionnée juste au-dessus de la faille a déjà été étudiée par le passé, notamment aux États-Unis, et doit être prise en considération », rapporte le CNRS. Cette théorie fait débat dans la communauté scientifique : « L’extraction de roche, dans une carrière ou dans une mine, a de façon générale un rôle superficiel [dans le déclenchement d’un séisme]. Si ce séisme a lieu, c’est que la faille est déjà au bord de la rupture », explique au quotidien régional Le Dauphiné Libéré le laboratoire ISTerre. Le comité d'experts mandaté par le CNRS a retracé les enlèvements de masse dans la carrière depuis 1946 : les contraintes induites sont très faibles en comparaison des contraintes tectoniques à l’œuvre depuis des milliers d'années et ne rendent pas compte de la magnitude du séisme, mais pourraient avoir eu un effet déclenchant,,.
La faille de La Rouvière est héritée d'une phase d'extension à l'Oligocène, il y a 20 à 30 Ma (millions d'années), et elle n'était pas considérée comme encore active. Cependant, des tranchées creusées à l'intérieur de la faille pourraient révéler la présence d'au moins un paléoséisme, ayant rompu la faille dans une dynamique de jeu inverse, comme celui de 2019, où la faille a joué en compression. L'importance des dégâts, en dépit d'une magnitude modérée, s'explique par la faible profondeur du foyer. Cet événement fait craindre que d'autres failles anciennes puissent être réactivées en France ou plus généralement en Europe de l'Ouest, alors que le risque de séismes de rupture superficielle était jusqu'à présent considéré comme négligeable,.
Une étude de ce séisme a expliqué les raisons de son impact important en surface et a conclu qu'il fallait en France à nouveau réévaluer le risque sismique pour des milliers de failles jusque-là considérées, peut-être à tort, comme inactives sur le territoire.